# Cratere Encke

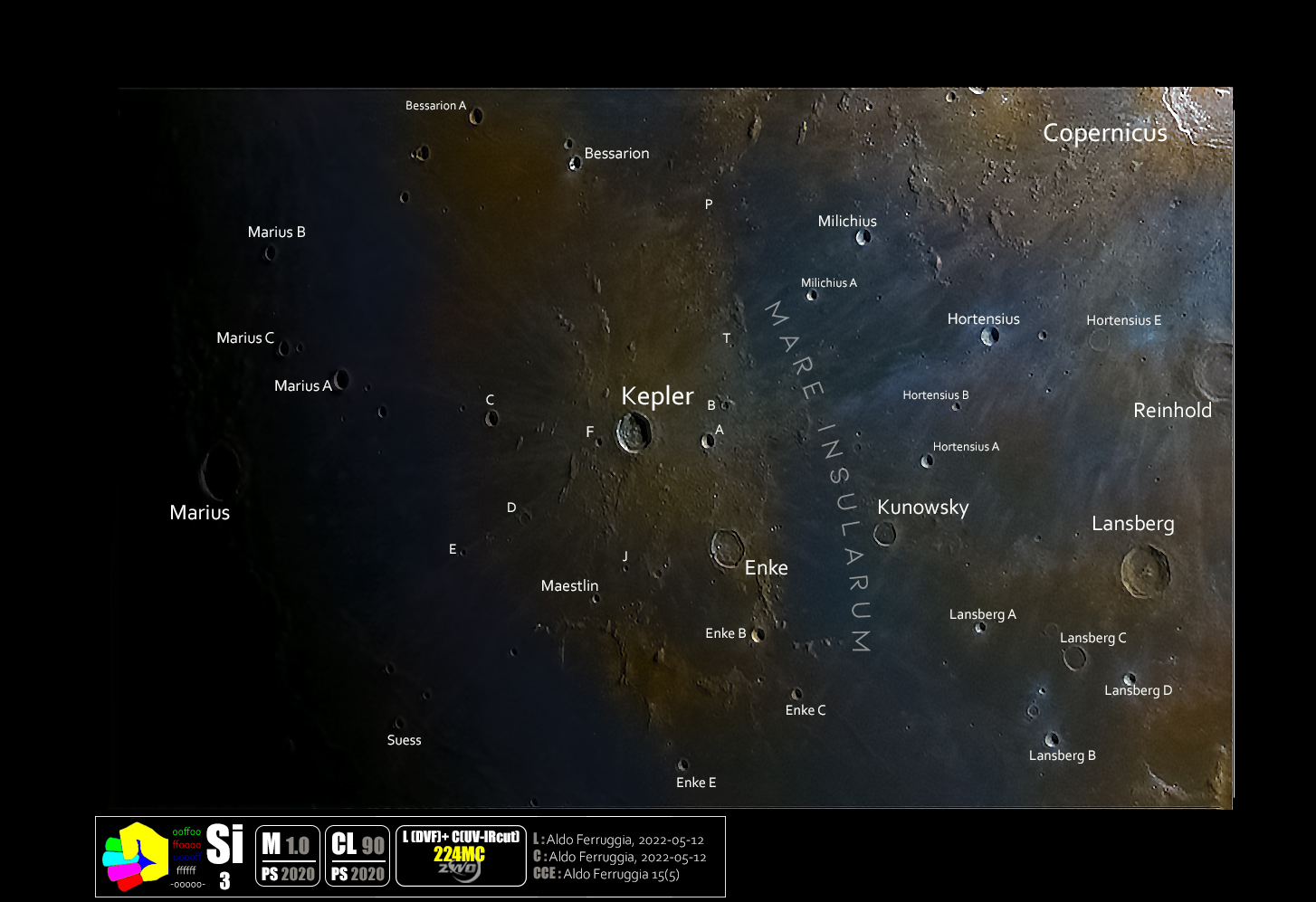
Area del cratere in immagine selenocromatica (Si)

Encke è un cratere lunare di 28,27 km situato nella parte nord-occidentale della faccia visibile della Luna, sull'orlo occidentale del Mare Insularum, a sud-sudest del cratere Kepler. A est-sudest del Mare è presente il piccolo cratere Kunowsky.
Il bordo è basso e di forma approssimativamente poligonale. Il piccolo cratere Encke N si trova sul bordo occidentale. Il letto è frastagliato e coperto dalla raggiera del vicino cratere Kepler. I materiali espulsi (ejecta) possiedono un alto albedo e rendono Encke un cratere brillante quando il Sole si trova ad altitudini maggiori della superficie lunari.
Il cratere è dedicato al matematico tedesco Johann Franz Encke.

## Crateri correlati
Alcuni crateri minori situati in prossimità di Encke sono convenzionalmente identificati, sulle mappe lunari, attraverso una lettera associata al nome.
| Encke | Coordinate           | Diametro (in km) |
| ----- | -------------------- | ---------------- |
| B     | 2°21′36″N 36°46′48″W | 10,89            |
| C     | 0°39′36″N 36°27′00″W | 8,72             |
| E     | 0°21′N 40°12′W       | 8,73             |
| G     | 4°47′24″N 38°47′24″W | 7,22             |
| H     | 4°00′N 37°24′W       | 3,51             |
| J     | 5°14′24″N 39°35′24″W | 5,13             |
| K     | 1°22′12″N 37°14′24″W | 4,49             |
| M     | 4°29′24″N 35°07′12″W | 3,29             |
| N     | 4°35′24″N 37°09′00″W | 3,88             |
| T     | 3°13′48″N 37°52′48″W | 94,68            |
| X     | 0°57′00″N 40°19′48″W | 2,97             |
| Y     | 5°51′36″N 36°27′00″W | 2,88             |